# Article 8 du traité sur l'Union européenne
 (décembre 2016).
Si vous disposez d'ouvrages ou d'articles de référence ou si vous connaissez des sites web de qualité traitant du thème abordé ici, merci de compléter l'article en donnant les références utiles à sa vérifiabilité et en les liant à la section « Notes et références ».
L’article 8 du traité sur l'Union européenne fait partie du Titre I : « Dispositions communes ».

## Disposition
L'article 8 dispose :

« 1. L'Union développe avec les pays de son voisinage des relations privilégiées, en
vue d'établir un espace de prospérité et de bon voisinage, fondé sur les valeurs de
l'Union et caractérisé par des relations étroites et pacifiques reposant sur la
coopération.
2. Aux fins du paragraphe 1, l'Union peut conclure des accords spécifiques avec les
pays concernés. Ces accords peuvent comporter des droits et obligations
réciproques ainsi que la possibilité de conduire des actions en commun. Leur mise
en œuvre fait l'objet d'une concertation périodique. »